# 校花前傳之很純很曖昧
《校花前傳之很純很曖昧》，是2017年熱門網路偶像劇，本劇改編自中國作家魚人二代的網絡小說《很純很曖昧》。於2017年1月16日起在優酷播出

## 簡介
普通學生楊明（敖犬飾演）因打抱不平，而意外地獲得了一份禮物，是一只神奇的異能隱形眼鏡，而這副眼鏡居然能看清他人的想法，使得楊明的生活從此變得豐富及多彩多姿，從此不斷地解鎖各種神奇的異能，通过这些異能力慢慢成為校園中的風靡人物，勇鬥黑暗組織保護家人與愛人安危，最後俘獲女神陳夢妍（趙奕歡飾演）及蘿莉藍凌（叶子淇飾演）
的芳心。

## 演員列表
| 演員           | 角色       | 介紹                                                                             | 登場集數   |
| 敖犬           | 楊明       | 異能者。 陳夢妍的曖昧對象。 張濱的老大。                                         | 全劇       |
| 趙奕歡         | 陳夢妍     | 校花學霸。 楊明的曖昧對象。                                                      | 全劇       |
| 陳柏融         | 李博亮     | 化石館的李老師，與楊明是兄弟。後期決裂。                                         | 全劇       |
| 葉子淇         | 藍凌       | 擁有第六感，喜歡楊明。藍血族公主。                                               | 全劇       |
| 王瑞昌         | 王志濤     | 雄風集團繼承人。愛慕陳夢研。總是處處為難楊明。家族因素與周佳佳有利益的對象關係。 |            |
| 劉舫羽         | 孫潔       | 雄風集團新總監。對張濱有感覺。                                                   |            |
| 劉劍羽         | 張濱       | 楊明的兄弟。迷戀孫潔。                                                           |            |
| 余芷慧         | 周佳佳     | 松山大學校長的孫女，家族因素與王志濤有利益的對象關係。                           |            |
| 王美心         | 王笑嫣     | 護士，殺手。                                                                     | 5          |
| 劉薰愛         | α（Alpha） | 楊明眼中的機械人，與楊明在第4集起於腦中交談。                                    | 2、3、6    |
| 時銘健         | 金剛       | 四大金剛王首領，聽命於王志濤，稱他為老大。                                       |            |
| 韓一思         | 陳阿福     | 四大金剛王，是金剛的小跟班之一。阿祿與阿壽的哥哥，排行老大。                     |            |
| 王夢澤         | 陳阿祿     | 四大金剛王，是金剛的小跟班之一。阿福的弟弟，排行老二。                           |            |
| 閆鵬           | 陳阿壽     | 四大金剛王，是金剛的小跟班之一。阿福的弟弟，排行老么。                           |            |
| 劉旭           | 陳飛       | 松山市刑警大隊隊長 。陳夢研的父親。祕密身分MBI。                                 | 4、5、6、7 |
| 羅鳴           | 楊大海     | 修腳踏車老闆。陽明的父親。                                                       |            |
| 馬岩           | 王錫范     | 雄風集團董事長。王志濤的父親。                                                   |            |
| 吳成志         | 周校長     | 松山大學校長。周佳佳的爺爺。                                                     |            |
| 馬維福         | 右長老     | 雄風集團董事長的專屬醫師。                                                       |            |
| 張文俊         | 暴三立     | 雄風集團下屬，人稱暴哥。買賣貨物。                                               | 6、7       |
| 余思潞         | 柳畫眉     | 雄風集團下屬，人稱柳姨。喜歡去賭場。                                             | 6、7       |
| 李長懌         | 侯震撼     | 雄風集團下屬，人稱侯爺。最愛玩女人,是賣X組織團頭目。手上配戴有異能力的戒指。     | 4、6、7    |
| 李彦           | 孫四孔     | 擺地攤的老人，真實身分MBI的領導人。是四娘的丈夫。                                | 1          |
| 洪源           | 四娘       | MBI的負責人，是孫四孔的妻子。                                                    |            |
| 田瑞           | 楊母       | 陽明回憶小時候的媽媽。                                                           |            |
| 張宸瑜         | 小楊明     | 陽明回憶小時候的自己。                                                           |            |
| 馮玉香         | 胖房東     | 總是趕陽明與楊大海他們搬出去，總是過來時被狗追。                                 |            |
| 李泰延         | 班傑明     | 松山大學班老師。很多話，後期身體被人侵占。                                       |            |
| 袁彤           | 蘇雅       | 陽明的高中初戀。是明星糖酥。                                                     |            |
| 程朗           | 方天       | 校門守衛。職業殺手。                                                             |            |
| 劉闖           | 夏冰雹     | MBI的成員。異能獅孔聲。夏雪的哥哥。                                              |            |
| 安吉（Angill） | 夏雪       | MBI成員。力大無窮女。夏冰雹的妹妹。                                              |            |
| 孫媛           | 肖晴       | MBI成員。直線速度快。                                                            |            |
| 康輝           | Madam      | 潛藏在MBI,真實身分是右長老所變。                                                 |            |

## 電視劇歌曲
| 曲別   | 歌名        | 演唱者 | 作詞            | 作曲             |
| 片頭曲 | 很純很曖昧  | 敖犬   | 敖犬、柳李      | 柳李             |
| 片尾曲 | Love is You | 趙奕歡 | 李昭萱、Anna Li | 陳起賢、Chi Chen |